# Bataille de la Vernavola
Guerres entre guelfes et gibelins
Batailles
1150 – 1200
- Vernavola (1154)
- Spolète (1155)
- Tortone (1155)
- Milan (1158)
- Siziano (1159)
- Crema (1159)
- Carcano (1160)
- Milan (1162)
- Prataporci (1167)
- Alexandrie (1174-1175)
- Legnano (1176)

1201 – 1250
- Calcinato (1201)
- Casei Gerola (1213)
- Cortenuova (1237)
- Brescia (1238)
- Faenza (1239)
- Giglio (1241)
- Viterbe (1243)
- Parme (1248)
- Fossalta (1249)
- Cingoli (1250)

1251 – 1300
- Bataille de Montebruno (1255)
- Cassano (1259)
- Montaperti (1260)
- Bénévent (1266)
- Tagliacozzo (1268)
- Colle (1269)
- Roccavione (1275)
- Desio (1277)
- Forlì (1282)
- Pieve al Toppo (1288)
- Campaldino (1289)

1301 – 1350
- Pavie (1302)
- La Lastra (1304)
- Milan (1311)
- Soncino (1312)
- Gaggiano (1313)
- Rho (1313)
- Ponte San Pietro (1313)
- Scrivia (1315)
- Montecatini (1315)
- Pavie (1315)
- Sestri (1318)
- Bardi (1321)
- Mirandola (1321)
- Gorgonzola (1323)
- Vaprio d'Adda (1324)
- Altopascio (1324)
- Zappolino (1325)
- San Felice (1332)
- San Quirico (1341)
- Gamenario (1345)

1351 – 1402
- Mirandola (1355)
- Casorate (1356)
- Solara (1356)
- Alexandrie (1391)
- Casalecchio (1402)

Le bataille de la Vernavola est conflit militaire opposant la commune de Milan, rejoint par les habitants de Lodi, de Côme et de Crema, à celle de la commune de Pavie. Elle s'inscrit dans le cadre de la guerre entre guelfes et gibelins.

## Contexte historique
Dans la première moitié du XIIe siècle, les Pavais adoptaient parfois une attitude hostile envers l'empire, comme lors de la descente de Lothaire III, mais la politique ultérieure de la ville changea rapidement cette orientation, et les guerres de Frédéric Ier contre Tortone et Milan verront Pavie toujours du côté impérial. À l'été 1154, alors qu'il était désormais connu que l'empereur Frédéric Ier descendrait bientôt en Italie, la commune de Milan voulut attaquer Pavie (la seule ville ennemie qui n'avait pas encore été soumise) et pour ce faire, en juillet, elle rassembla une grande armée, à laquelle devaient également participer des habitants de Lodi, de Côme et de Crema. En août, cette armée pénétra sur le territoire de Pavie et s'installa à Lardirago le long de l'Olona. Pour contrer l'avancée des ennemis, les Pavais formèrent leur armée qui sortit de la ville pour affronter les Milanais et leurs alliés.

## Le siège de la ville / La bataille
Les deux armées se sont affrontées sur la Vernavola, un petit fleuve qui coule au nord et à l'est de Pavie. Le combat a duré toute une journée avec des morts, des blessés et des prisonniers des deux côtés, et s'est terminé à la tombée de la nuit, lorsque, à cause de l'obscurité, il n'était plus possible de poursuivre la bataille.
C'est alors seulement que les Milanais et leurs alliés sont retournés à leur campement pour soigner les blessés et dîner, tandis que les Pavais sont rentrés en ville. Probablement que les deux adversaires envisageaient de reprendre le combat le lendemain, mais ce ne fut pas le cas. En effet, un Milanais blessé, voulant rentrer dans sa ville, demanda à quelques-uns de ses camarades d'armes de l'accompagner à Milan et ceux-ci, en démontant leur tente, qui était située du côté du campement tourné vers Pavie, la firent tomber violemment au sol.
Le bruit soudain mit en alerte le reste des hommes du campement, qui, ne sachant pas ce qui se passait réellement, pensèrent qu'une attaque surprise des Pavais était en cours. Cela plongea le camp dans la confusion : de nombreux hommes commencèrent à fuir de manière chaotique et désordonnée dans l'obscurité de la nuit vers Milan, certains abandonnant même leurs armes pour fuir plus rapidement.
Comme toutes les armées de l'époque, celle des Milanais et de leurs alliés disposait de nombreux chariots tirés par des bœufs, nécessaires au transport des armes et des provisions destinées aux hommes, et lors de la fuite, la plupart d'entre eux furent laissés derrière, étant plus lents que les fantassins et les cavaliers. En effet, il a été calculé qu'au Moyen Âge, la vitesse moyenne d'un chariot tiré par des bœufs était d'environ 2,5 km/h. De plus, pour retourner à Milan, les chariots durent traverser l'Olona, mais dans la cohue qui s'était créée, certains d'entre eux se renversèrent en traversant la rivière, tandis que d'autres furent abandonnés par leurs conducteurs.
Probablement, tous les Milanais n'ont pas quitté le campement, car il semble qu'un petit groupe, qui n'avait pas cédé à la panique, est resté pour le défendre jusqu'au matin suivant et a peut-être même réussi à récupérer une partie des armes et des biens abandonnés par les fuyards. Le matin suivant, l'armée de Pavie sortit de la ville pour reprendre le combat, mais les Milanais restants (manifestement en infériorité numérique) préférèrent rentrer à Milan, laissant entre les mains des hommes de Pavie une grande quantité d'armes et de biens, dont la valeur fut estimée à environ 5 000 livres d'argent.